# Gleisfrei GLF 350
La  GLF 350  est une locomotive Diesel-électrique construite par la firme italienne Gleisfrei srl. 

## Histoire
La GLF 350 représente la première utilisation de moteur diesel Volvo Penta au domaine ferroviaire. Cette locomotive de manœuvre, sera construite sur demande. La machine est homologuée aux normes européennes.
L'unité diésel est homologué aux normes EU Stage IV, EPA Tier 4f, CARB Tier 4f (tous deux permettant l'export aux USA du diésel) et aux normes Canmet du Japon. Le moteur utilise un turbocompresseur avec une soupape de décharge à commande électronique et un refroidisseur d'air de suralimentation, avec un système d'injection de carburant à haute pression. Au Canada, le moteur diésel est homologué pour l'utilisation dans les mines souterraines et des lieux clos (tels que des tunnels).